# Tarnawa (województwo świętokrzyskie)
Tarnawa – wieś w Polsce położona w województwie świętokrzyskim, w powiecie jędrzejowskim, w gminie Sędziszów.
| SIMC    | Nazwa | Rodzaj     |
| ------- | ----- | ---------- |
| 0993366 | Górki | przysiółek |

W latach 1975–1998 miejscowość położona była w województwie kieleckim.

## Zabytki
Kościół parafialny pw. św. Marcina z 1856 r., wpisany do rejestru zabytków nieruchomych (nr rej.: A.141 z 15.01.1957).